# Epicauta brunnea
Epicauta brunnea is een keversoort uit de familie van oliekevers (Meloidae). De wetenschappelijke naam van de soort is voor het eerst geldig gepubliceerd in 1944 door Werner.